# Nhà thờ chính tòa Đà Nẵng
Nhà thờ chính tòa Đà Nẵng, tiếng Anh: Da Nang Cathedral, tiếng Pháp: Cathédrale de Đà Nẵng), thường được gọi tắt là Nhà thờ con gà Đà Nẵng, Nhà Thờ Lớn Đà Nẵng, hoặc Nhà Thờ Tourane, là nhà thờ chính tòa củagiáo phận Đà Nẵng toạ lạc tại số 156 Trần Phú, P. Hải Châu, Thành Phố Đà Nẵng, Việt Nam.
Nhà thờ không chỉ là biểu tượng của Công giáo ở Đà Nẵng, mà còn là một trong những công trình kiến trúc độc đáo của Thành phố Đà Nẵng và điểm đến nổi tiếng với du khách. Tên gọi ban đầu của nhà thờ là Nhà thờ Tourane (tiếng Pháp:  l'Eglise de Tourane), tên gọi Nhà thờ Con Gà do người dân địa phương hay gọi vì trên đỉnh tháp chuông cột thu lôi của nhà thờ có biểu tượng con gà (tránh nhầm lẫn với nhà thờ con gà ở Đà Lạt xây dựng sau 1930).

## Lịch sử
Không biết ai là người đầu tiên được rửa tội tại Đà Nẵng hoặc là người Công giáo Việt Nam đầu tiên đến sống tại mảnh đất Đà Nẵng này. Chỉ biết được là linh mục Baudet, Marquette và Fuciti đã được sai đến phụ trách giáo dân tại cửa Hàn đến ngày 03 tháng 02 năm 1665, theo lệnh Chúa Hiền các ngài phải rời khỏi Việt Nam.
Theo bản phúc trình của Cha Rival gửi về  Hội Thừa sai Paris, năm 1700, dịp lễ Lá, nhà thờ Cửa Hàn bị Chúa Nguyễn lục soát và năm 1741 giáo đoàn Cửa Hàn còn 80 giáo dân.
Và bản phúc trình của Cha Halbout gửi cho MEP (Hội Thừa sai Paris): đến tháng 7 năm 1775, giáo đoàn Cửa Hàn bị quân Tây Sơn tiêu diệt hoàn toàn. Và từ 1775-1885 giáo đoàn Cửa Hàn không có tên trong lịch sử Giáo hội Việt Nam.
Sau khi Phong trào Văn Thân tan rã năm 1885, nhiều giáo dân từ các nơi về sinh sống tại Cửa Hàn. Những giáo này được Cha Maillard, cha sở giáo xứ Phú Thượng chăm sóc và là giáo họ trực thuộc giáo xứ Phú Thượng.
Sử sách không để lại giáo xứ chính thức được thành lập ngày tháng nào, chỉ biết được rằng linh mục Laurent (Cố Chính) đã phục vụ giáo xứ từ 1887-1904, và từ đó đến nay luôn có các linh mục coi sóc giáo xứ.
Năm 1922, cha Louis Vallet chuyển về quản xứ nhà thờ chính tòa Đà Nẵng. Tại đây, năm 1923, cha đã cho xây dựng nhà thờ chính tòa hiện tại đẹp và một nhà xứ 2 tầng (nay là tòa giám mục Đà Nẵng). Chi phí xây dựng rất lớn, nhưng cũng hoàn thành  nhờ lòng hảo tâm tài trợ của nhiều ân nhân.
Nhà thờ giáo xứ hiện nay được xây dựng trong khoảng thời gian tháng 02 năm 1923 đến tháng 9 năm 1924. Ngày 14 tháng 9 năm 1924, Đức Giám mục Grangeon (Mẫn), giám mục địa phận Qui Nhơn và Đức Giám mục Allys (địa phận Huế) làm phép nhà thờ. Tước hiệu nhà thờ: Thánh Tâm Chúa Giêsu.
Ngày 18 tháng 01 năm 1963, Đức Cha Phêrô Maria, Giám mục Qui Nhơn được bổ nhiệm làm giám mục tiên khởi giáo phận Đà Nẵng, và ngày 01 tháng 5 năm 1963 giáo phận Đà Nẵng được thành lập, nhà thờ này được chọn làm nhà thờ Chánh tòa Đà Nẵng, nhưng tên gọi nhà thờ Con Gà vẫn phổ biến nhất với người trong vùng.
Hang đá Đức Mẹ nằm phía sau góc phải nhà thờ mô phỏng theo hang đá Đức Mẹ Lộ Đức (bên Pháp) được xây dựng năm và khánh thành ngày 11 tháng 02 năm 1940, thời linh mục Santuaire (Cố Bính).

## Xây dựng
Theo tư liệu của nhà thờ và gia phả tộc Võ ở làng Kim Bồng, Hội An, với phác thảo tổng thể của Cha cố Vallet, nhiều chủ thầu xây dựng đến rồi đi. Cuối cùng, giữa năm 1922, ba anh em nhà họ Võ ở Kim Bồng đã nhận thầu xây dựng với giá 20.000 đồng. Họ huy động cật lực nhân công và nghệ nhân Kim Bồng, có lúc công trường có tới 300 người, hơn 5.000 cây tre để làm giàn giáo-làm tới đâu thiết kế kết cấu tới đó. Công đầu thuộc về ông em kế Võ Văn Vinh (1898-1960). Phụ trách kế toán và ngoại giao là ông em út Võ Xuân Dương (1900-1947); chủ công trình Trung phạt Bắc và cả Lào, từ nhà ở, bệnh viện, cầu đường, thuỷ lợi đầu bảng miền Trung thời ấy, phải kể tới ông anh cả nghệ nhân Võ Hồ Kiệm (1892 -1972). Do có nhiều công trình xây dựng đóng góp cho sự phát triển của đất nước, ông Kiệm được vua Khải Ðịnh sắc phong là Hàn lâm viện Kiểm thảo và thưởng Đệ ngũ Ðẳng long Bội tinh. Công trình nhà thờ Con Gà Ðà Nẵng được tặng thưởng Huân chương của Toà Thánh La Mã.

## Kiến trúc
Nhà thờ Chính Toà Đà Nẵng được khởi công xây dựng từ tháng 2/1923, do linh mục Louis Vallet chủ công xây dựng và phác thảo phối cảnh tổng thể, trên khoảng đất trống đường Rue du Musée (nay là đường Trần Phú).
Với lối kiến trúc theo kiểu Gothic, đặc trưng là những đường nét cao và những vòng cửa quả trám, mặt bằng nhà thờ có hình dáng chữ thập. Nhà Thờ Chính Toà Đà Nẵng có mái vòm cao gần 70m, Bên trong nhà thờ có các tranh ảnh và tượng Chúa minh họa theo thánh kinh bài trí theo dạng mỹ thuật nhà thờ Thiên Chúa giáo phương Tây. Trên những khung cửa kính bên trong nhà thờ thể hiện những sự kiện trong sách Kinh Thánh cũng như phản ảnh sự giao thoa về văn hóa Việt và Pháp nói riêng và văn hóa phương Tây nói chung.
Nhà thờ Chính Toà Đà Nẵng có kiến trúc theo kiểu Gothique với những đường nét cao vút, những vòng cửa quả trám. Bên trong nhà thờ có các tranh ảnh và tượng Chúa minh họa theo thánh kinh bài trí theo dạng mỹ thuật nhà thờ Thiên Chúa giáo phương Tây.
Kiến trúc bên ngoài nhà thờ con gà cho đến ngày nay, hầu như không có thay đổi gì nhiều. Chỉ có cột thu lôi, đế bầu tròn đỡ con gà và chữ thập chỉ bốn hướng Đông-Tây-Nam-Bắc được sửa chữa, thay mới vài lần.
Nhà thờ nằm trên trung tâm của khoảng đất, Trước mặt tiền nhà thờ là tượng 2 vị Thánh Phao-Lô và Thánh Phêrô. Bên phải là toà nhà Giám mục Giáo Phận Đà nẵng, sau lưng nhà thờ là hang đá Đức Mẹ Lộ Đức cùng các nhà làm việc xung quanh và nhà sách công giáo (ngoài toà giám mục được xây cùng năm với nhà thờ thì các công trình khác được xây sau này).

## Tên gọi
Nhà thờ Chính Toà Đà Nẵng có nhiều tên gọi như nhà thờ Tourane (thời Pháp thuộc), Nhà Thờ Lớn Đà Nẵng, người dân địa phương thường gọi với tên nhà thờ Con Gà vì trên nóc nhà thờ có biểu tượng con gà màu xám làm bằng hợp kim nhẹ rỗng bên trong được tráng phủ một lớp hoá chất đặc biệt.Theo giải thích của Cha xứ, con gà trên nóc nhà thờ không phải là biểu tượng của nước Pháp, mà là biểu tượng gắn liền với chuyện Thánh Phê-rô ghi trong Phúc âm nhắc nhở sự sám hối, thức tỉnh. Và từ năm 1963 giáo xứ chính thức gọi là Nhà thờ giáo xứ Chánh tòa Đà Nẵng

## Con gà trên đỉnh tháp chuông
Trên nóc nhà thờ, ở vị trí cột thu lôi có tượng một con gà màu xám làm bằng hợp kim dùng làm vật xác định hướng gió. Vì vậy mà nhà thờ này còn có tên là nhà thờ Con Gà. Bên trong con gà xám làm bằng hợp kim nên nhẹ và rỗng,  được tráng phủ một lớp hoá chất đặc biệt, hơn 70 năm chưa được sơn phủ bảo vệ, mà vẫn trơ gan cùng tuế nguyệt..
Tại Cột thu lôi, có 1 đế bầu tròn đỡ con gà và chữ thập chỉ bốn hướng đông – tây – nam – bắc. Người dân bản xứ truyền tai rằng con gà là đài dự báo thời tiết hiện đại, con gà quay chiều nào là gió mưa, là nắng tạnh. Thực ra vì con gà ở trên cao, để phòng gió tạt gãy đổ người ta đã thiết kế cho nó quay hướng theo chiều gió, và thế là con gà quay hướng nào, gió hướng ấy. Vì vậy mà nhà thờ này có tên là Nhà thờ Con Gà (tránh nhầm lẫn với nhà thờ con gà Đà Lạt xây dựng sau đó), Con gà xoay theo hướng gió trên một vòng bạc rất nhẹ. Tại sao lại là con gà? Theo giải thích của Cha xứ, con gà này không phải là là gà gaulois biểu tượng của nước Pháp, mà con gà này là biểu tượng của sự sám hối, theo Thánh kinh giảng: Chúa quở trách Phê-rô: "Ðêm nay gà chưa gáy, con sẽ chối Ta ba lần..."

## Hình ảnh

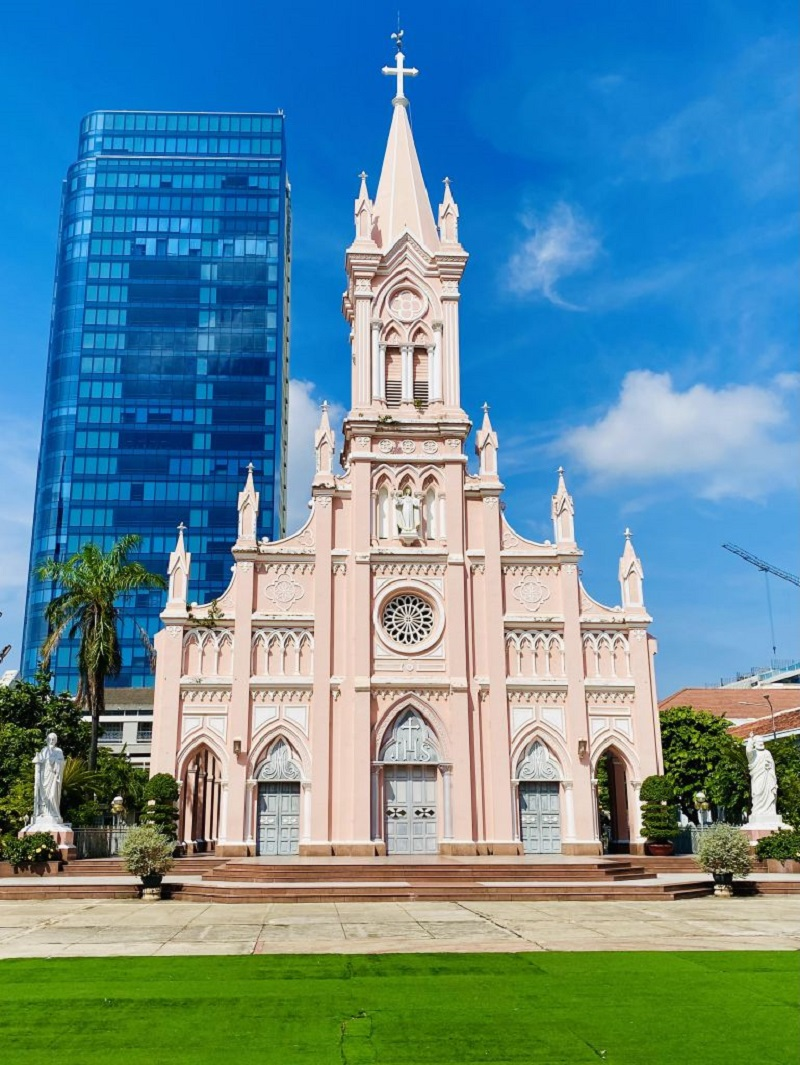
mặt tiền nhà thờ con gà với 2 vị thánh Phê Đrô và Thánh Phao Lô